# Laurie Toby Edison
Laurie Toby Edison (ur. 5 marca 1942 w Nowym Jorku) – amerykańska artystka, fotografka i aktywistka wizualna. 
Większość fotografii Edison to czarno-białe portrety. W jej twórczości odbija się jej zaangażowanie na rzecz sprawiedliwości społecznej. Jej prace były wystawiane w muzeach i galeriach na całym świecie.
Opublikowała dwie książki fotografii: zestaw portretów nagich otyłych kobiet (Women En Large) oraz zestaw nagich portretów zróżnicowanego przekroju mężczyzn (Familiar Men). Jej kolejny projekt zawiera portrety kobiet w Japonii (Women of Japan).

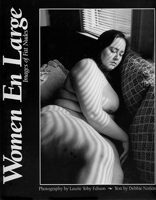
Okładka Women En Large

## Życiorys
Edison urodziła się 5 marca 1942 roku w Nowym Jorku, w rodzinie żydowskich artystów i projektantów z wyższej klasy średniej. Dorastała na Manhattanie i Queens. Jej ojciec był biznesmenem, matka projektantką sukienek, a babcia jubilerką z Greenwich Village. Jej wczesne inspiracje to ruch bitników, ekspresjonizm abstrakcyjny i jazz. Jak później stwierdziła, dorastanie w tym okresie dało jej lekcję na temat represji i kontroli nad ludźmi.
Na przełomie 1958–1959 uczęszczała do Wellesley College.
W latach sześćdziesiątych Edison była współwłaścicielką The Waverly Shops w Sarasocie na Florydzie i Provincetown, gdzie sprzedawała ręcznie robioną biżuterię. Od 1969 roku koncentruje się na tworzeniu biżuterii rzeźbiarskiej. Ta praca jest szczególnie ceniona przez miłośników science fiction i jest jej głównym źródłem dochodu.
W latach 70. została feministką, a w 1980 roku przeniosła się do San Francisco. Wybrała fotografię jako formę sztuki lepiej dostosowanej do jej aktywizmu społecznego.
W 1989 roku, zainspirowana ruchem Fat Acceptance/Size, zaczęła robić czarno-białe zdjęcia nagich i otyłych kobiet. Seria ta została opublikowana w 1994 roku jako Women En Large: Images of Fat Nudes. Stwierdziła, że uświadomiła sobie, w jaki sposób fobia wobec tłuszczu służyła do kontrolowania kobiet. Chciała pokazać piękno i siłę otyłych kobiet. W większości przypadków do zdjęć pozowały osoby, które nie były nigdy modelkami, dlatego też wykonane zdjęcia były portetami środowiskowymi. Zdjęcia ukazują zwyczajność tych kobiet. Projekt był również twórczą odpowiedzią na historię estetyzacji nagiego kobiecego ciała w sztuce zachodniej oraz inwestowanie w szczupłe ciało. Większość wydawców wahało się przed podjęciem społecznych i politycznych konsekwencji tej książki.
W 1996 roku Edison rozpoczęła pracę nad zdjęciami do wystawy i książki z męskimi aktami zatytułowanej Familiar Men, która została opublikowana w 2003 roku. Jej zdjęcia mężczyzn są naturalne, przypominającą zdjęcia nudystów Diane Arbus, ale nie są aż tak negatywne. Mężczyźni reprezentują ogromną różnorodność pod względem wieku, rasy, pochodzenia etnicznego, budowy ciała, klasy społecznej i poziomu sprawności fizycznej. Podczas prac nad albumem artystka zdała sobie sprawę, że kwestia męskości jest znacznie bardziej złożona i znacznie mniej zbadana – jej zdaniem feminizm jedynie reagował na męskość, niż naprawdę o niej dyskutował. Odkryła, że mężczyźni są w dużym stopniu zdefiniowani przez to, co robią – w przeciwieństwie do kobiet.
Akty Edison należy postrzegać w kontekście jej wczesnych reakcji na obrazy zmarłych podczas Holokaustu. Edison stara się przekształcić te obrazy w dzieło, które oddaje cześć żywemu ciału. Akty te są intymne i zmysłowe, ale nie są seksualne. Portrety te stanowią nowy punkt do dyskusji na temat płci biologicznej i płci społecznej.
Udział Edison w „Gender: Beyond Memory” (1996) w Tokyo Metropolitan Museum of Photography zaowocował wystawami indywidualnymi w Japonii i innym projektem Women of Japan – fotograficznym esejem japońskich kobiet z różnych środowisk i kultury.
W czasie pandemii koronawirusa zapoczątkowała projekt Pandemic Shadows – obrazy cieni, które zależą od światła i czasu, a czasem powietrza – jej zdaniem, istota czasu pandemii.
Jej zdjęcia są omawiane w trzech kanadyjskich i amerykańskich filmach dokumentalnych, były prezentowane na wystawach w Nowym Jorku, San Francisco, Seattle, Kanadzie, Danii, Wielkiej Brytanii i Japonii. W 2001 roku jej zdjęcia były przedmiotem indywidualnej wystawy w Narodowym Muzeum Sztuki w Osace.
Artystka zaznacza, że jej praca musi być zakotwiczona w ludziach, a nie być tylko pięknymi obrazkami; zawsze pyta ludzi, jak chcą być przedstawiani.
Edison wyszła za mąż dwukrotnie i ma córkę z każdego małżeństwa. Identyfikuje się jako osoba biseksualna, Żydówka, osoba queer, aktywnie współpracuje z queerowymi organizacjami aktywistycznymi, w tym Queer Nation. Mieszka w San Francisco.